# U-802
U-802 – niemiecki okręt podwodny (U-Boot) typu IX C/40 z okresu II wojny światowej. Okręt wszedł do służby w 1943 roku. Kolejnymi dowódcami byli: Kptlt. Rolf Steinhaus, Kptlt. Helmut Schmoeckel.

## Historia
Wcielony do 4. Flotylli U-Bootów celem treningu i zgrania załogi. Od lutego 1944 roku w 2., zaś od grudnia 1944 roku w 33. Flotylli jako jednostka bojowa.
Okręt odbył 4 patrole bojowe; podczas pierwszego z nich zatopił jedną jednostkę przeciwnika (kanadyjski parowiec „Watuka”, 1621 BRT). Na uwagę zasługuje patrol przeprowadzony latem 1944 roku w estuarium Rzeki Świętego Wawrzyńca. Alianci, wiedząc z deszyfrażu Enigmy o obecności U-Boota, podjęli energiczne działania zmierzające do jego zniszczenia. Okręt skutecznie jednak wymykał się grupie ZOP z lotniskowcem eskortowym USS „Bogue” na czele.
U-802 skapitulował 11 maja 1945 roku w zatoce Loch Eriboll (Szkocja), później przebazowany do Lisahally (Irlandia Północna). Przeznaczony do zniszczenia podczas operacji Deadlight, 31 grudnia 1945 roku zerwał się z holu niszczyciela eskortowego HMS „Pytchley” i zatonął.